# 里卡多·阿劳约
里卡多·阿劳约（西班牙語：Ricardo Araujo；1978年7月20日—）是一位哥伦比亚钢琴家，作曲家和指挥家。

## 简介
阿劳约出生于波哥大，自幼接受艺术和音乐方面的熏陶，先后师从Lile Tiempo和Marie-Louise Toupouzien学习钢琴，并于12岁在布鲁塞尔举办巴赫和莫扎特独奏会。数月后，他与布鲁塞尔皇家音乐学院室内管弦乐团共同举办首演，受到瑪塔·阿格麗希的注意。
1991年，他回到哥伦比亚，继续接受音乐训练，随即成为Dimitar Manolov的助手，以及哥伦比亚国家交响乐团的副指挥。1998年，他前往法国并定居巴黎，从此以后便专注于交响乐团指挥和作曲，并在欧洲和拉美展开巡演。在哥伦比亚国家交响乐团担任指挥期间，他参与设计了一系列结合古典与现代音乐的项目，其中包括1997年波哥大现代音乐节。作为钢琴家，他随后与意大利国宝级交响乐团"圣切契利亚管弦乐团"举办莫扎特钢琴独奏会。
阿劳约曾与众多知名音乐家合作过，包括“罗马奖”得主Michel Merlet，弗拉基米尔·达维多维奇·阿什肯纳齐,波兰指挥家马雷克·亚诺夫斯基,亨利·杜替耶和姆斯蒂斯拉夫·列奥波尔多维奇·罗斯特罗波维奇。与他合作过的音乐厅和交响乐团包括维也纳音乐厅,哥伦布剧院(布宜诺斯艾利斯),科尔托音乐厅（巴黎),班堡交響樂團，莫斯科国家交响乐团和國立巴黎歌劇團。从2003起，他先后担任William Christie和Armin Jordan的助手，参与导演莫扎特的女人皆如此；同年，受邀回哥伦比亚举办二场个人独奏会。
音乐活动之外，阿劳约还参与过哥伦比亚國際扶輪的Mecenazgo Rotario项目，发觉年轻音乐家，并帮助他们举办演奏会和录制唱片。此外，他还是行际盟友联盟俱乐部（Cercle de l'Union Interallié，法国精英社交俱乐部，法国八大文学奖之一行际盟友奖的发起者）的常客。